# گودلاک جاناتان
گودلاک اِبِله آزیکی جاناتان (به انگلیسی: Goodluck Ebele Azikiwe Jonathan) (زاده ۲۰ نوامبر ۱۹۵۷)، نوزدهمین رئیس جمهور نیجریه بود.
گودلاک جاناتان در انتخابات سال ۲۰۱۵ ریاست جمهوری از ژنرال محمدو بوهاری شکست خورد.